# 瀋陽環状高速道路

遼寧省の高速道路網で、瀋陽（沈阳）の周りの小環状線が瀋陽環状高速道路

瀋陽環状高速道路（しんようかんじょうこうそくどうろ、中国語: 沈阳绕城高速公路）は中国遼寧省の省都・瀋陽市の周りにある環状道路で（北緯41度52分39秒 東経123度22分01秒 / 北緯41.8774927度 東経123.3668133度）、高速道路番号はG1501である。1988年に建設を始めて、1995年9月に使用開始した。全長は81.551キロメートルである。
この環状道路は瀋陽市の中心部から半径約7キロメートル離れていて、南部は渾河の南の渾南区を通るので、そこにある瀋陽桃仙国際空港へのアクセスにも利用される。
瀋陽環状高速道路は次の主要道路と接続している。
- 京哈高速道路（北京 - 瀋陽 - 長春 - ハルビン）
- 瀋海高速道路 = 瀋大高速道路（瀋陽 - 鞍山 - 大連）
- 丹阜高速道路（丹東 - 本渓 - 瀋陽 - 阜新）
- 瀋吉高速道路（瀋陽 - 撫順 - 吉林）
- G202国道（大連 - 瀋陽 - 長春 - ハルビン - 黒河）
- G304国道（丹東 - 瀋陽 - 通遼）

瀋陽環状高速道路のさらに外側をめぐる大環状線・遼中環状高速道路が2018年末に完成している。

## 参照項目
- 中国の高速道路一覧
- 遼寧省の高速道路（辽宁省高速公路）